# The Man from Bitter Roots
Pour plus de détails, voir Fiche technique et Distribution.
The Man from Bitter Roots est un film muet américain réalisé par Oscar Apfel et sorti en 1916.

## Fiche technique
- Réalisation : Oscar Apfel
- Scénario : Oscar Apfel, d'après le roman de Caroline Lockart
- Chefs opérateurs : J.C. Cook, Alfred Gandolfi, Harry W. Gerstad
- Durée : 50 minutes
- Date de sortie : États-Unis : 3 juillet 1916

## Distribution
- William Farnum : Bruce Burt
- Slim Whitaker : 'Slim' Naudain
- Henry A. Barrows : T. Victor Sprudell
- Willard Louis : J. Winfield Harrah
- William Burress : Toy
- Harry De Vere
- Betty Schade
- Betty Harte
- Ogden Crane